# Aberdeen FC
Aberdeen FC je skotský fotbalový klub z města Aberdeen založený roku 1903. Nejslavnější éru prožil klub v osmdesátých letech, kdy dokázal třikrát zvítězit v domácí soutěží a v roce 1983 dokonce triumfoval v Poháru vítězů pohárů. Tato éra je neodmyslitelně spojena s Alexem Fergusonem, který Aberdeen vedl v letech 1978–1986.

## Historie
Aberdeen FC vznikl dne 14. dubna roku 1903 sloučením klubů Victoria United FC, Orion FC a Aberdeen FC, původního klubu vzniklého v roce 1881.
Ve Skotském poháru dne 10. února 1923 přehráli hráči Aberdeenu svého soupeře Peterhead FC poměrem 13:0, zaznamenali tak nejvyšší výhru klubové historie. V sezóně 1936/37 dokráčeli do pohárového finále, v němž na stadionu Hampden Park před rekordní návštěvou takřka 150 tisíců diváků prohráli 1:2 se Celticem. První trofejí v klubové vitríně byla ta z Jihoskotského Ligového poháru, v jehož finále na Hampdenu 11. května 1946 porazili hráči Aberdeenu Rangers poměrem 3:2. V dubnu 1947 nejprve podlehli Rangers 0:4 v rámci Ligového poháru, o dva týdny později ovšem vyhráli 2:1 nad Hibernianem a získali Skotský národní pohár.
První ligový titul získal Aberdeen v sezóně 1954/55, v níž doma prohrál jedinkrát, následně však přišel o trenéra Davea Hallidaye, který klub opustil po 18 letech. Jeho náhrada Dave Shaw s týmem triumfoval po výhře 2:1 v říjnovém finále Ligového poháru proti St. Mirren.
Jakožto mistr Skotska byl klub pozván do evropských pohárů, předsednictvo však pozvání odmítlo kvůli časovému rozvrhu, který kázal hrát zápasy v pozdějších hodinách, přičemž klubový stadion Pittodrie neměl vystavěné reflektory do roku 1959.
Údajně měla sehrát roli i ekonomické stránka.
První evropský zápas odehrálo mužstvo Aberdeenu 6. září 1967 a vyhrálo 10:0 nad islandským celkem KR Reykjavik.
V roce 1978 se pozice trenéra chopil Alex Ferguson a v sezóně 1979/80 s týmem slavil mistrovský titul, získaný poprvé od roku 1955, čímž narušil skoro 20 let trvající hegemonii velkoklubů z Glasgow. Ferguson stavěl na odchovancích: brankář Jim Leighton, obránci Alex McLeish a Willie Miller, záložník Gordon Strachan a útočník Steve Archibald byli s výjimkou Millera fotbalisté ve věku kolem 20 let, kteří utvořili páteř týmu a stali se rovněž skotskými reprezentanty.
V první sezóně pod Fergusonem padl Aberdeen ve finále Ligového poháru s Rangers, tuto porážku ale stejnému soupeři oplatil o tři roky později, a to ve finále Skotského poháru, ve kterém 22. května 1982 zvítězil 4:1. Tento pohár dostal Aberdeen do pohárů evropských, v nichž se na úvod předvedl souhrnnou výhrou proti švýcarskému Sionu 11:0. Ve čtvrtfinále Poháru vítězů pohárů přehrál Aberdeen po výsledku 3:2 Bayern Mnichov. Ve finále se utkal s Realem Madrid a svého španělského soupeře zdolal 2:1 v prodloužení i díky výkonu křídelního útočníka Petera Weira.